# Heure au Danemark
| Bleu clair | Heure d'Europe de l'Ouest / Temps moyen de Greenwich (UTC)                                     |
| Bleu       | Heure d'Europe de l'Ouest / Temps moyen de Greenwich (UTC)                                     |
| Bleu       | Heure d'été d'Europe de l'Ouest / Heure d'été du Royaume-Uni / Heure normale d'Irlande (UTC+1) |
| Rouge      | Heure normale d'Europe centrale (UTC+1)                                                        |
| Rouge      | Heure d'été d'Europe centrale (UTC+2)                                                          |
| Jaune      | Heure normale d'Europe de l'Est / Heure de Kaliningrad (UTC+2)                                 |
| Ocre       | Heure normale d'Europe de l'Est (UTC+2)                                                        |
| Ocre       | Heure d'été d'Europe de l'Est (UTC+3)                                                          |
| Vert       | Heure de Moscou / Heure en Turquie (UTC+3)                                                     |
| Turquoise  | Heure en Arménie / Heure en Azerbaïdjan / Heure en Géorgie (UTC+4)                             |

## Fuseau horaire
UTC+1 comme heure standard, et UTC+2 comme heure d'été, avec des dates de transition selon les règles de l'Union européenne.
- Tout le Danemark proprement dit[1].
  - Y compris Copenhague, Aarhus et Rønne (Bornholm)

La ligne médiane UTC+1 (15°E) traverse Bornholm, à environ 2 kilomètres de Gudhjem, à l'extrême est du Danemark, tandis que Copenhague à 12°34′E correspond à UTC+0:50, et la côte ouest à 8°6′E correspond à UTC+0:32.
L'heure au Danemark n'est pas «de jure» liée à UTC, mais plutôt à la rotation de la Terre, et l'horloge est 12:00, lorsque le soleil est au-dessus du méridien oriental de 15°. Comme la rotation de la Terre n'est pas complètement régulière, le temps de jure peut être décalé jusqu'à une demi-seconde dans les deux sens, par rapport à UTC+1.

## Heure d'été
Cela signifie qu'au Danemark proprement dit, la transition se fait à 02h00 heure normale locale (03h00 heure d'été)

## Histoire
La première fois qu'une heure commune a été utilisée au Danemark, c'était en 1890, lorsque l'heure locale de Copenhague a été utilisée comme heure ferroviaire. C'était GMT+0:50:20 de Greenwich. En 1890, cette heure a été introduite comme heure standard pour le Danemark. En 1894, le Danemark s'est connecté aux fuseaux horaires internationaux, en utilisant Greenwich plus une heure. Il s'agit de l'heure locale de l'est Bornholm, laissant 99,5% du pays à l'ouest du méridien (15°E), ce qui a déclenché des commentaires sarcastiques (passant de l'heure de Copenhague à l'heure Gudhjem). Cependant, tout le pays est situé à l'est de Greenwich +00:30 (7,5°E).

## IANA Time Zone Database
Le tz database contient une zone pour le Danemark dans le fichier zone.tab, nommée Europe/Copenhague.